# DJ Khaled
Халед Мухамед Халед (англ. Khaled Mohamed Khaled), відомий під сценічним псевдонімом DJ Khaled — американський діджей, музичний продюсер, медійна особистість, хіп-хоп виконавець та бітмейкер.

## Біографія
Народився 26 листопада 1975 року у Нью-Орлеані, Луїзіана, США. Виховувався у сім'ї палестинських мігрантів, тому вважає себе набожним мусульманином. Його брат — Алек Ледд (Алаа Халед) — став актором. У юному віці Халед зацікавився репом та соулом, а батьки, які часто вмикали арабську музику, підтримали нове захоплення сина. Згодом Халед влаштувався на роботу до місцевого музичного магазину, що дало можливість побудувати основу для майбутньої музичної кар'єри. Опісля Халед працював ведучим маямської радіостанції «WEDR», яка транслює урбаністичну музику, а також діджеєм у хіп-хоп колективі «Terror Squad». У 2004—2006 роках Халед вніс свою лепту у створення таких хіп-хоп альбомів: «Real Talk» репера Fabolous, «True Story» хіп-хоп гурту Terror Squad та «All or Nothing and Me, Myself, & I» репера Fat Joe.
2006 року Халед випустив свій дебютний студійний альбом «Listennn… the Album». Опісля світ побачили такі платівки: «We the Best» (2007), «We Global» (2008), «Victory» (2010), «We the Best Forever» (2011), «Kiss the Ring» (2012) та «Suffering from Success» (2013). 2009 року став президентом студії звукозапису «Def Jam South», а також засновником та виконавчим директором лейблу «We the Best Music Group». 23 жовтня 2015 року світ побачив восьмий студійний альбом виконавця — «I Changed a Lot», а у липні 2016 року дев'ятий — «Major Key». 23 червня 2017 року відбулася презентація десятого студійного альбому — «Grateful», а 1 березня 2018 року стало відомо про майбутній вихід одинадцятого альбому під назвою «Father of Asahd» (2019).
DJ Khaled співпрацював з такими артистими як: Rihanna, Джастін Бібер, Нікі Мінаж, Кріс Браун, Август Альсіна, Джеремай, Future, Рік Росс, Lil Wayne, Fat Joe, Drake, Boosie Badazz, Ace Hood, Young Jeezy, Ludacris, Cardi B, Демі Ловато та Birdman.

## Інтернет особистість
Наприкінці 2016 року на початку 2017 року відеоролик Халеда на Snapchat, де виконавець розповів про свій «шлях до успіху», отримав значну увагу з боку інтернет-користувачів, які зацікавилися його нестандартною особистістю. Халед невдовзі став інтернет феноменом та отримав такі титули як «живий мем» і «мем у людській подобі».

## Інше
Халед став одним і з акторів дубляжу анімаційного фільму «Камуфляж і шпіонаж», вихід якого заплановано на 13 вересня 2019 року. Халед також зніметься у фільмі «Погані хлопці 3» (2020).
2016 року Халед написав книжку «Ключі», в якій висловив свої думки щодо успіху та описав свої життєві історії.
Натхненний своїм стилем життя, Халед створив дорогу дизайнерську меблеву лінію «We the Best Home», продукція якої розпочалася у серпні 2018 року.

## Особисте життя
23 жовтня 2016 року у Халеда та його дружини Ніколь Так народився син, який отримав ім'я Асад Так Халед. Виконавець транслював народження сина у прямому ефірі на Snapchat'і.
У січні 2017 року Халед купив будинок Роббі Вільямса у Макголленд Естейт, Лос-Анджелес, Каліфорнія. Окрім того, 2018 року виконавець придбав будинок поблизу узбережжя Маямі за 25,9 мільйона доларів.